# NGC 3731
NGC 3731 is een elliptisch sterrenstelsel in het sterrenbeeld Leeuw. Het hemelobject werd op 12 april 1784 ontdekt door de Duits-Britse astronoom William Herschel.

## Synoniemen
- UGC 6553
- MCG 2-30-1
- ZWG 68.3
- NPM1G +12.0281
- PGC 35731